# Mission Camp
Le Mission Camp, est un lieu historique, site ultérieur d'un relais de diligence du Butterfield Overland Mail (en), situé à environ 7,2 km à l'ouest de Wellton sur la rive sud de la rivière Gila dans le comté de Yuma. Il est situé à 18,49 km à l'est de Gila City (en) et à 7,26 km à l'ouest du relais Butterfield d'origine à Filibusters Camp (en) et à 15,14 km à l'ouest d'Antelope Hill Station, un relais ultérieur qui avec le relais de Mission Camp remplace le relais de Filibusters Camp,.
Pendant la guerre de Sécession, en 1862, le détachement à Mission Camp, une garnison de poste de l'armée de l'Union au relais, est tenu par les volontaires de Californie, situé a environ 56 km à l'est de Yuma.
Après la reprise des voyages en diligences à la fin des années 1860, Mission Camp devient un relais de diligence une fois encore jusqu'à que ce le chemin de fer de la Southern Pacific arrive en Arizona en provenance de Yuma, le rendant obsolète en 1879.